# Kouter (geografie)

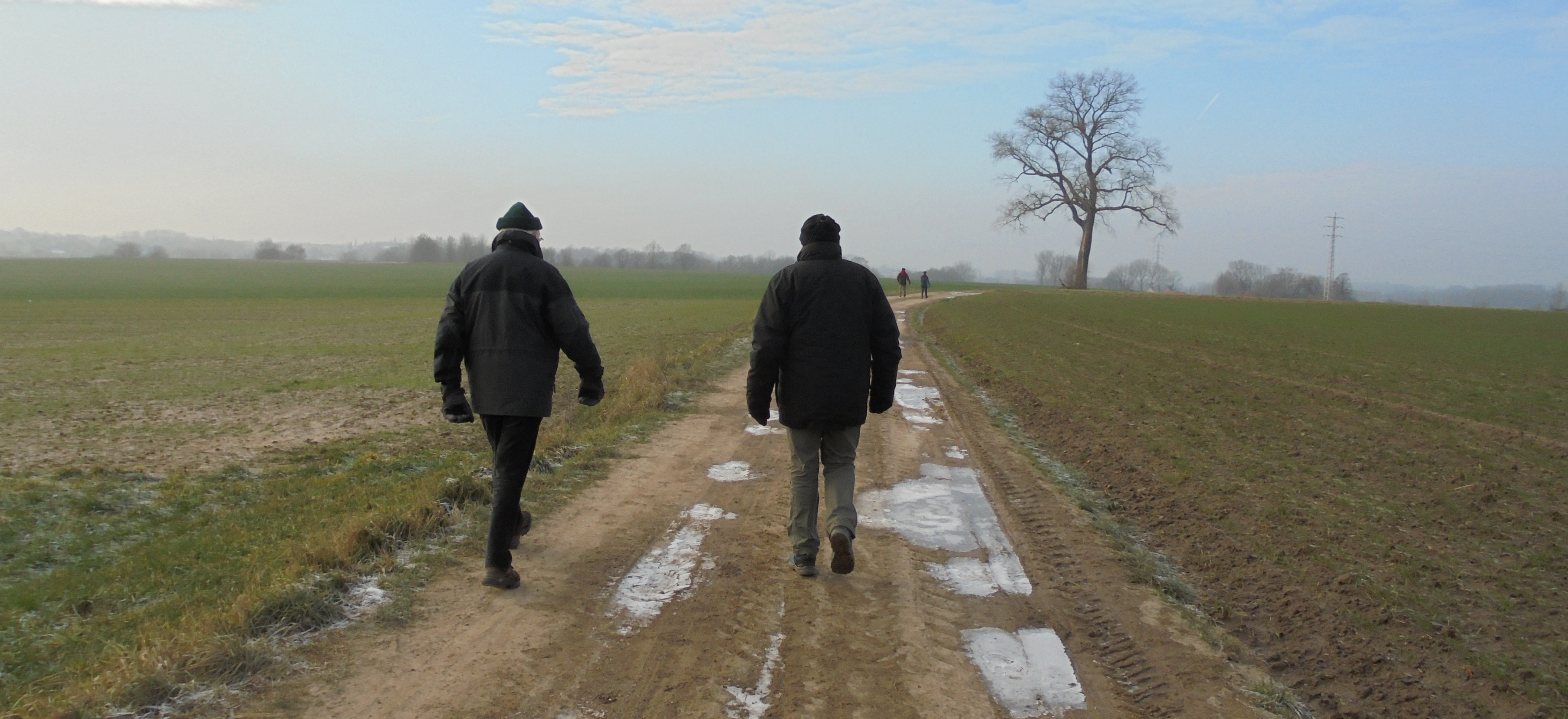
De Vollanderkouter te Strijpen

Kouter is afgeleid van het Latijnse cultura en betekent bewerkt land. In Vlaanderen en Noord-Brabant is kouter de naam van de akkercomplexen uit de Gallo-Romeinse periode en de vroegste middeleeuwen. Het toewijzen van de akkers in het drieslagstelsel was een jaarlijks terugkerende gebeurtenis in de oude nederzettingen. De eigennaam Coutereel, Coutreel(s), Cautreel(s) verwijst naar degene die daarbij de leiding had. 
Een kouter is dus een grote open akker, zoals de Groeningekouter uit de Guldensporenslag. In de buurt van rivieren zijn dit vaak de iets hoger gelegen gebieden (de stroomrug). De lager gelegen gebieden worden aangeduid met het toponiem meers.